# René Rücklin
René Rucklin est un homme politique français né le 31 décembre 1889 à Offemont (Territoire de Belfort) et décédé le 13 octobre 1960 à Belfort (Territoire-de-Belfort).

## Biographie
Issu d'une famille modeste, il est docteur en droit et avocat à Montbéliard et fait partie des avocats chargé de défendre Marcel Poyer membre de la bande à Bonnot.
Après la guerre, il écrit dans le journal Germinal dans lequel il prend part pour la réhabilitation de Lucien Bersot, soldat fusillé pour l'exemple.
Dès 1916, il milite au parti socialiste. Conseiller municipal puis adjoint au maire de Belfort, il est aussi conseiller général. Il devient député du Doubs, dans la circonscription de Montbéliard, de 1928 à 1936, inscrit au groupe SFIO.